# Янгон (река)
Янгон, ранее — Рангу́н (бирм. ရန်ကုန်မြစ် — Янгоун) — река в Мьянме, впадающая в Андаманское море.
Река Янгон образуется при слиянии рек Пегу и Мьимакха и представляет собой фактически морской эстуарий, протянувшийся от Янгона к заливу Моутама Андаманского моря. Река судоходна для морских судов и имеет важное значение для экономики Мьянмы.
Канал Тунде связывает реку Янгон с дельтой Иравади.

## Колокол Дхаммазеди
На дне Янгона покоится великий колокол Дхаммазеди — национальное достояние и символ буддийской веры народа Мьянмы, упавший в реку в 1608 году. Некоторые исторические источники утверждают, что Великий колокол был виден в реке (по крайней мере, во время отлива) вплоть до конца XIX века. К настоящему моменту, его точное расположение не известно. Поиски продолжаются.